# Wilfried Klingbiel
Wilfried Klingbiel (Stendal, 21 giugno 1939) è un ex calciatore tedesco orientale dal 1990 tedesco, di ruolo attaccante.